# Нишките на миналото
Нишките на миналото (на испански: Los hilos del pasado) е мексиканска теленовела, режисирана от Салвадор Гарсини, Луис Мансо и Родриго Коеликер и продуцирана от Хосе Алберто Кастро за ТелевисаУнивисион през 2025 г. Версията, разработена от Ванеса Варела и Хосе Алберто Кастро, е базирана на венецуелската теленовела Кристал от 1985 г., създадена от Делия Фиайо.
В главните роли са Ядира Карийо, Барбара Лопес, Емануел Паломарес и Давид Сепеда.

## Сюжет
Каролина е успешна модна дизайнерка, която открива, че Кристина, млада манекенка от нейната компания, която малтретира, е нейната отдавна изгубена дъщеря. В миналото Каролина е принудена да изостави новороденото си бебе. Когато истината излиза наяве, Каролина не се спира пред нищо, за да поправи скъсаната им нишка и да обедини нишките на съдбата и любовта.

## Актьори
- Ядира Карийо – Каролина Гилен
- Барбара Лопес – Кристина
- Емануел Паломарес – Карлос
- Давид Сепеда
- Едуардо Сантамарина
- Наташа Дупейрон – Тамара
- Асела Робинсън
- Серхио Гойри
- Лаура Флорес
- Марк Тачер
- Лорена Меритано
- Ракел Гарса
- Лус Мария Херес
- Родриго Мурай
- Рафаел Инклан
- Хосе Пабло Минор
- Рут Росас
- Даниела Мартинес
- Валерия Масини
- Клариса Гонсалес
- Даниел Товар
- Еухенио Бартилоти
- Хоакин Калатаюд
- Джия Франчески
- Хари Портокарера
- Мануел Дуарте

## Премиера
Премиерата на Нишките на миналото е през октомври 2025 г. по Las Estrellas.
| Година | Излъчване        | Брой епизоди | Премиера      | Премиера            | Финал | Финал               |
| Година | Излъчване        | Брой епизоди | Дата          | Рейтинг (в милиони) | Дата  | Рейтинг (в милиони) |
| ------ | ---------------- | ------------ | ------------- | ------------------- | ----- | ------------------- |
| 2025   | понеделник-петък |              | октомври 2025 |                     |       |                     |

## Продукция

### Разработване
През февруари 2025 г. продуцентът Хосе Алберто Кастро обявява, че ще продуцира римейк на теленовелата от 1998 г. Право на любов, която е адаптация на венецуелската теленовела от 1985 г. Кристал. Записите на теленовелата започват на 21 април 2025 г. На 13 май 2025 г. теленовелата е представена по време на презентацията на телевизионния сезон 2025 – 2026 на ТелевисаУнивисион, като е обявено официалното ѝ заглавие.

### Кастинг
На 3 март 2025 г. Ядира Карийо е обявена за главната роля на Каролина Гилен, с която се завръща към актьорството след седемнадесет години отсъствие. Карийо прави епизодична изява като Каролина в последния епизод на Дъщерите на госпожа Гарсия. На 5 април 2025 г. Едуардо Сантамарина е избран за ролята на съпруга на Каролина. На 11 април 2025 г. Барбара Лопес и Емануел Паломарес са избрани за главните роли. Пълният актьорски състав е обявен на 16 април 2025 г. На 2 май 2025 г. Наташа Дупейрон е избрана за ролята на Тамара.

## Версии
- Кристал, оригинална история, венецуелска теленовела от 1985 г., създадена от Делия Фиайо, режисирана от Ренато Гутиерес и Даниел Фариас и продуцирана от Хорхе Герарди за РЦТВ, с участието на Лупита Ферер, Жанет Родригес, Карлос Мата и Раул Амундарай.
- Право на любов, мексиканска теленовела от 1998 г., адаптирана от Лиляна Абуд, режисирана от Мигел Корсега и Моника Мигел и продуцирана от Карла Естрада за Телевиса, с участието на Елена Рохо, Адела Нориега, Рене Стриклер и Андрес Гарсия.
- Триумф на любовта, мексиканска теленовела от 2010 г., адаптирана от Лиляна Абуд и Рикардо Фиайега, режисирана от Хорхе Едгар Рамирес и Алберто Диас и продуцирана от Салвадор Мехия за Телевиса, с участието на Виктория Руфо, Маите Перони, Уилям Леви и Освалдо Риос.